# Biville
Cet article possède des paronymes, voir Iville, Banville et Beauville.
Pour les articles homonymes, voir Biville (homonymie).
Ne doit pas être confondu avec Biniville.
Biville (prononcer /bivil/) est une ancienne commune française du département de la Manche et de la région Normandie, peuplée de 493 habitants.
Depuis le 1er janvier 2017, elle fait partie de la nouvelle commune de La Hague et a le statut de commune déléguée.

## Géographie

### Localisation
Les communes limitrophes sont Vauville, Sainte-Croix-Hague et Vasteville.

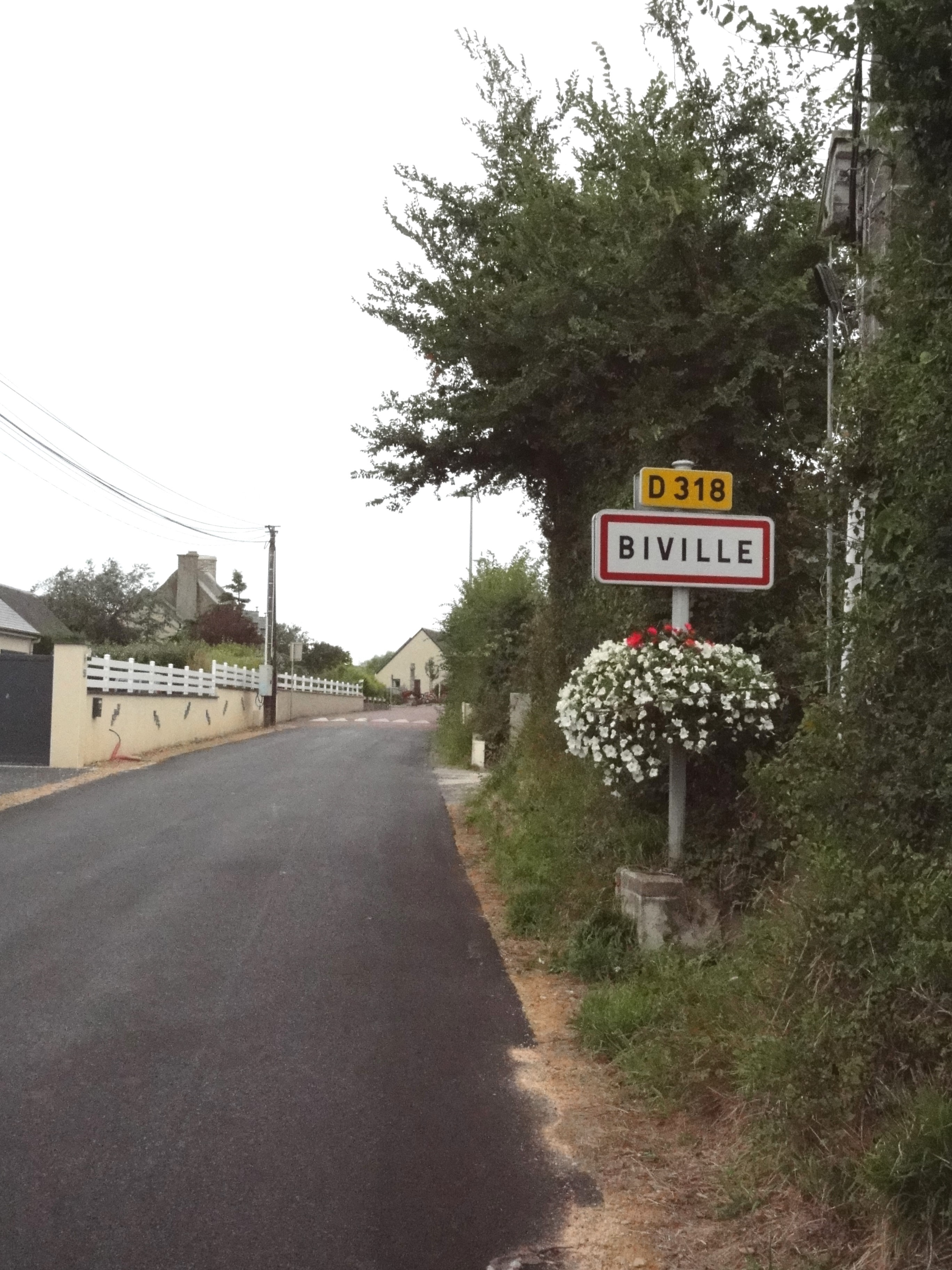
Entrée du bourg.
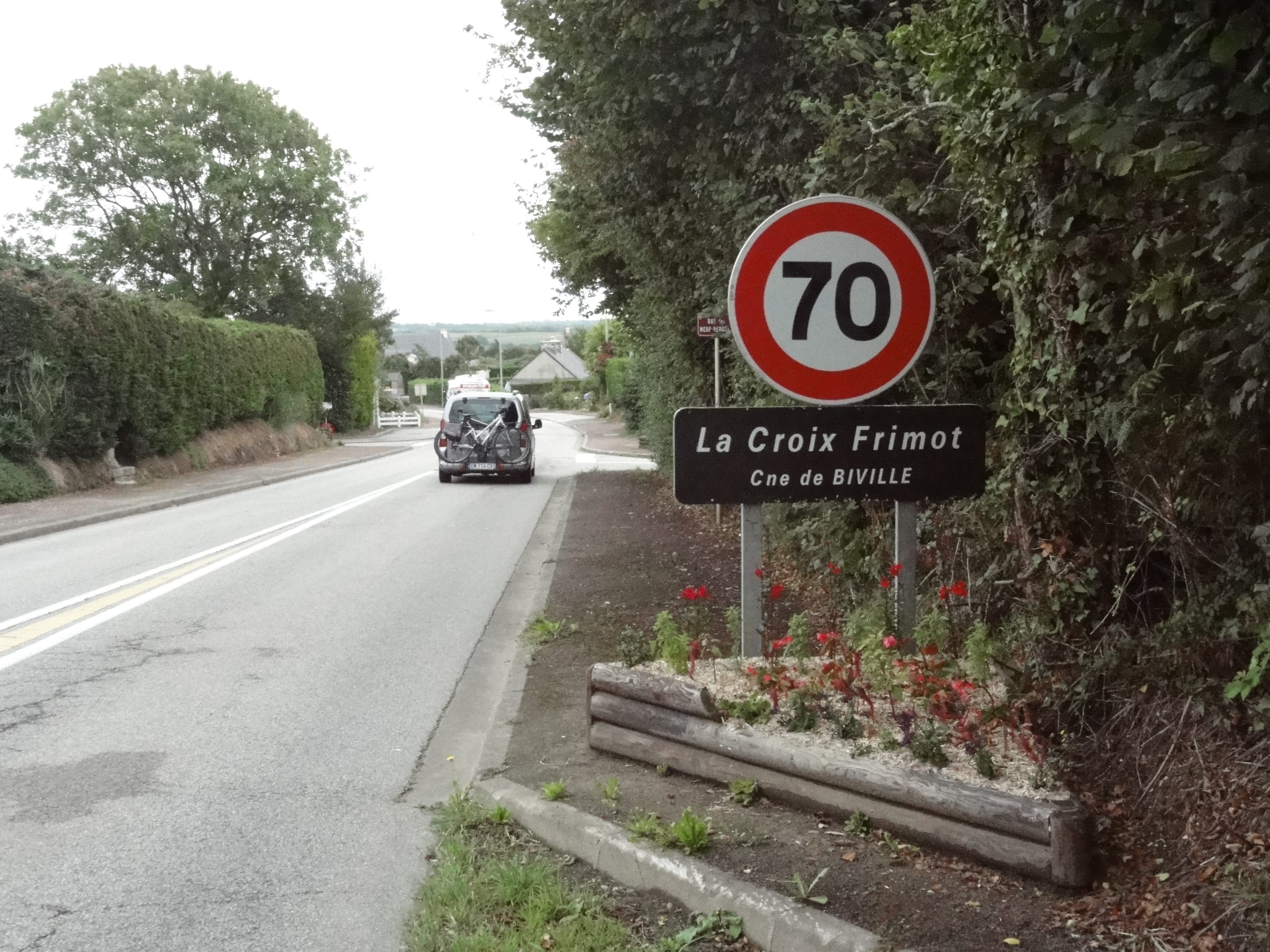
Entrée de La Croix Frimot.
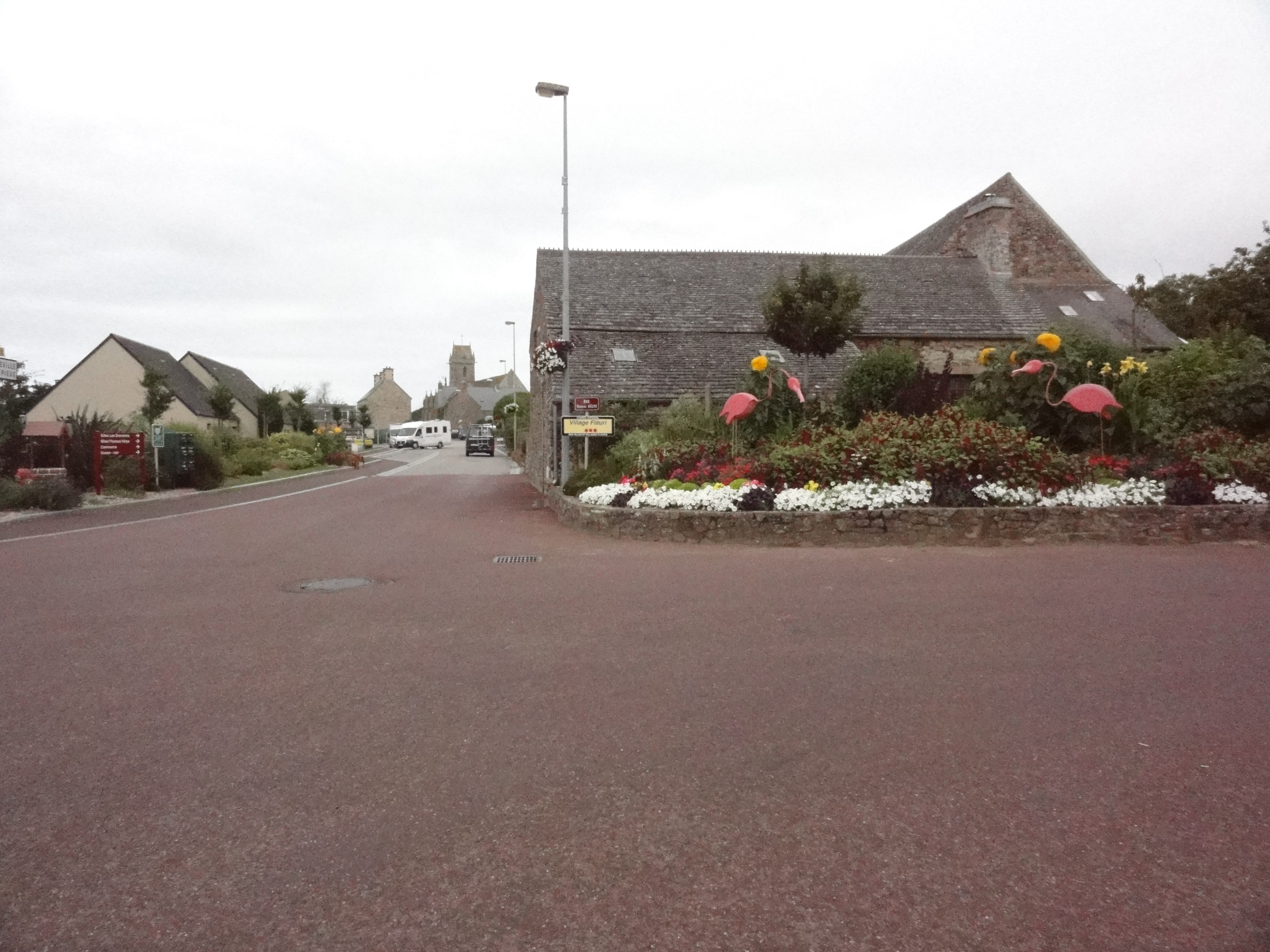
Biville, village fleuri.

### Milieux naturels et biodiversité
Ses dunes (190 hectares), propriété communale, gérées par le Conservatoire du littoral, sont parmi les plus vieux massifs dunaires en Europe.

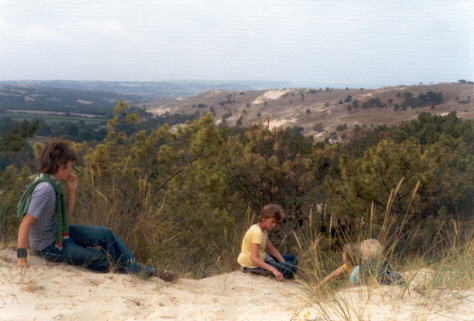
Biville, les dunes.

## Toponymie
Le nom de la localité est attesté sous les formes Buistot villa entre 1013 et 1020, Buistotvilla vers 1020 et Boivilla en 1062, Buevilla vers 1080, Boevilla au XIIIe siècle, Buievilla vers 1280, Buievilla en 1251, Boevilla en 1278 et en 1279, Biville au XVe siècle.
Biville est issu de l'anthroponyme anglo-saxon parmi les plus répandus dans la toponymie normande Boia et de l'ancien français ville dont le sens originel était « domaine rural ». Ce dernier a ici remplacé son équivalent scandinave topt, simplifié en tot.
Littéralement, la villa de Boia.

## Histoire

### Temps modernes
En 1567, Jehan du Gardin, sieur de Biville, est taxé pour ce fief de 6 livres dans le rôle des nobles et roturiers, au titre du ban et de l'arrière ban de la vicomté de Coutances, réalisé par Gilles Dancel, seigneur d'Audouville, lieutenant général du bailli de Cotentin, tenu à Coutances les 20-22 octobre. Le fief du Roy à Biville, acheté aux commissaires du roi, relevait de la vicomté de Valognes.
En 1699, la paroisse a pour seigneur Pierre du Gardin.

### Époque contemporaine
Au XIXe siècle, un tumulus fut ouvert et dans lequel furent découverts des corps brûlés attestant de la présence d'une léproserie.

## Politique et administration

### Liste des maires
| Période                                  | Période          | Identité               | Étiquette | Qualité                 |
| ---------------------------------------- | ---------------- | ---------------------- | --------- | ----------------------- |
| Les données manquantes sont à compléter. |                  |                        |           |                         |
| septembre 1899                           | mai 1904         | François Sanson        |           | Cultivateur             |
| mai 1904                                 | décembre 1919    | Jean Hamel             |           |                         |
| décembre 1919                            | mars 1924        | Jean Étienne Lecoutour |           | Prêtre                  |
| mars 1924                                | mai 1925         | Louis Pasquier         |           | Cultivateur             |
| mai 1925                                 | mai 1931         | René Sanson            |           | Cultivateur             |
| mai 1931                                 | mai 1935         | Jean Charles Paris     |           | Cultivateur             |
| mai 1935                                 | juillet 1937     | Jean Letellier         |           |                         |
| juillet 1937                             | février 1938     | Jean Charles Paris     |           | Cultivateur             |
| février 1938                             | février 1945     | Charles Thomasse       |           | Cultivateur             |
| février 1945                             | mai 1945         | Auguste Letellier      |           | Agriculteur             |
| mai 1945                                 | mars 1965        | Charles Thomasse       |           | Cultivateur             |
| mars 1965                                | mars 1971        | Raymond Bienvenu       |           | Agriculteur             |
| mars 1971                                | mars 1983        | Charles Renet          |           | Conducteur de travaux   |
| mars 1983                                | mars 1988        | Nicolas Dupont         |           | Ingénieur SGN           |
| mars 1988                                | mars 2008        | René Hébert            |           | Commercial EDF retraité |
| mars 2008                                | avril 2014       | Jean Arlix             |           | Agent Areva             |
| avril 2014                               | avril 2014       | Philippe Mercier       | SE        | Agent territorial       |
| mai 2014                                 | 31 décembre 2016 | Jean Arlix             |           | Agent Areva             |

Le conseil municipal était composé de quinze membres dont le maire et trois adjoints.

### Liste des maires délégués
| Période      | Période      | Identité         | Étiquette | Qualité                                                  |
| ------------ | ------------ | ---------------- | --------- | -------------------------------------------------------- |
| janvier 2017 | juillet 2020 | Jean Arlix       |           | Agent Areva                                              |
| juillet 2020 | En cours     | Philippe Mercier | SE        | Agent territorial Adjoint au maire de La Hague (2020 → ) |

## Population et société
Les habitants de la commune sont appelés les Bivillais.

### Démographie
L'évolution du nombre d'habitants est connue à travers les recensements de la population effectués dans la commune depuis 1793. À partir du 1er janvier 2009, les populations légales des communes sont publiées annuellement dans le cadre d'un recensement qui repose désormais sur une collecte d'information annuelle, concernant successivement tous les territoires communaux au cours d'une période de cinq ans. 
Pour les communes de moins de 10 000 habitants, une enquête de recensement portant sur toute la population est réalisée tous les cinq ans, les populations légales des années intermédiaires étant quant à elles estimées par interpolation ou extrapolation. Pour la commune, le premier recensement exhaustif entrant dans le cadre du nouveau dispositif a été réalisé en 2005,.
En 2021, la commune comptait 493 habitants, en évolution de −9,71 % par rapport à 2015 (Manche : +0,44 %, France hors Mayotte : +2,49 %).
Biville a compté jusqu'à 491 habitants en 1821.
| 1793 | 1800 | 1806 | 1821 | 1831 | 1836 | 1841 | 1846 | 1851 |
| ---- | ---- | ---- | ---- | ---- | ---- | ---- | ---- | ---- |
| 348  | 273  | 407  | 491  | 448  | 415  | 401  | 380  | 376  |

| 1856 | 1861 | 1866 | 1872 | 1876 | 1881 | 1886 | 1891 | 1896 |
| ---- | ---- | ---- | ---- | ---- | ---- | ---- | ---- | ---- |
| 402  | 411  | 428  | 410  | 383  | 339  | 352  | 380  | 390  |

| 1901 | 1906 | 1911 | 1921 | 1926 | 1931 | 1936 | 1946 | 1954 |
| ---- | ---- | ---- | ---- | ---- | ---- | ---- | ---- | ---- |
| 347  | 323  | 313  | 270  | 267  | 277  | 259  | 320  | 307  |

| 1962 | 1968 | 1975 | 1982 | 1990 | 1999 | 2005 | 2010 | 2015 |
| ---- | ---- | ---- | ---- | ---- | ---- | ---- | ---- | ---- |
| 229  | 221  | 223  | 245  | 364  | 415  | 477  | 553  | 549  |

| 2018 | - | - | - | - | - | - | - | - |
| ---- | - | - | - | - | - | - | - | - |
| 475  | - | - | - | - | - | - | - | - |

### Sports et loisirs
Les dunes de Biville sont réputées pour leurs sentiers de randonnée, notamment jusqu'au calvaire des Dunes. On y trouve un écosystème particulier (lié à la présence d'une nappe phréatique sous les dunes et la proximité de la réserve naturelle nationale de la mare de Vauville), ainsi que de nombreux vestiges de chars et blockhaus datant de la Seconde Guerre mondiale. Le sentier de grande randonnée 223 longe les dunes de Biville.

### Cultes
La nouvelle paroisse dont elle dépend porte le nom de Bienheureux Thomas Hélye de la Hague et se trouve dans le doyenné de Cherbourg-Hague.

## Culture locale et patrimoine
La commune est un village fleurie (deux fleurs) au concours des villes et villages fleuris.

### Lieux et monuments

#### Patrimoine religieux
- Église paroissiale Saint-Pierre des XIIIe, XVIIe, XIXe – XXe siècles. Le chœur du XIIIe siècle et le clocher en bâtière (1632) sont construits autour du tombeau du bienheureux Thomas Hélye, originaire de la paroisse, maître d'école à Cherbourg, prêtre et missionnaire, mort en odeur de sainteté le 19 octobre 1257 et béatifié par le pape Pie IX le 14 juillet 1859. Une nouvelle nef fut construite de 1922 à 1926 par les soins du Révérend Père Jean Le Coutour, curé de la paroisse, en remplacement de l'ancienne, devenue trop petite pour accueillir les pèlerins, particulièrement nombreux lors des fêtes annuelles du Bienheureux, chaque 19 octobre. Le porche ancien (XVIIe siècle), conservé et classé monuments historiques depuis le 12 septembre 1922[20], fut remonté à l'extrémité occidentale de la nouvelle nef. Hormis le porche classé, l'édifice est inscrit depuis le 21 décembre 1994[20] et abrite plusieurs œuvres classées au titres objet dont sept bas-reliefs, tableau du bienheureux Thomas Hélye, verrière (XXe) de Barillet, la chasuble de Thomas Hélye, un calice de vermeil[21].

Lors de la Révolution, la chapelle de Thomas Hélye fut profanée et ses reliques furent cachées jusqu'en 1803 dans une maison de Virandeville.
- Tombeau en marbre blanc renfermant les reliques du bienheureux Thomas Hélye.
- Ancien presbytère, devenu centre d'accueil Thomas Hélye.
- Ancien petit séminaire (orphelinat), près de l'église, fin XIXe siècle[23], devenu des appartements.
- Calvaire des dunes à 125 mètres d'altitude.
- Croix de la Mieille et croix Frimot (XVIIe siècle), au coin de la rue qui mène à la fontaine Bienheureux Thomas.
- Croix du Longs Bois (XVIIIe siècle), dans le bourg.
- Croix de La Haye ou des Croisiers (XIXe siècle), D 118.
- Croix et fontaine du bienheureux Thomas Hélye (XVIIIe siècle).

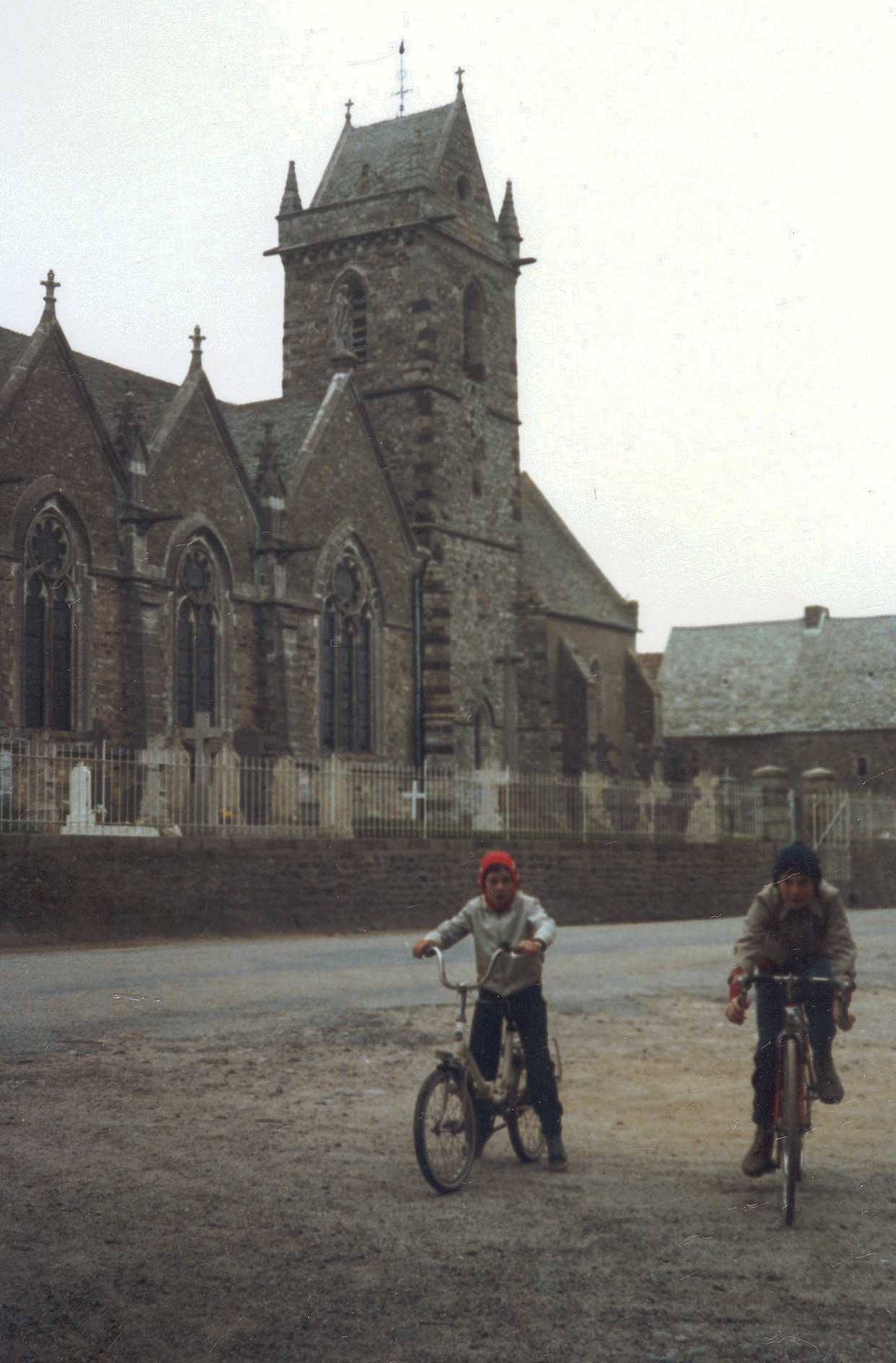
L'église Saint-Pierre.
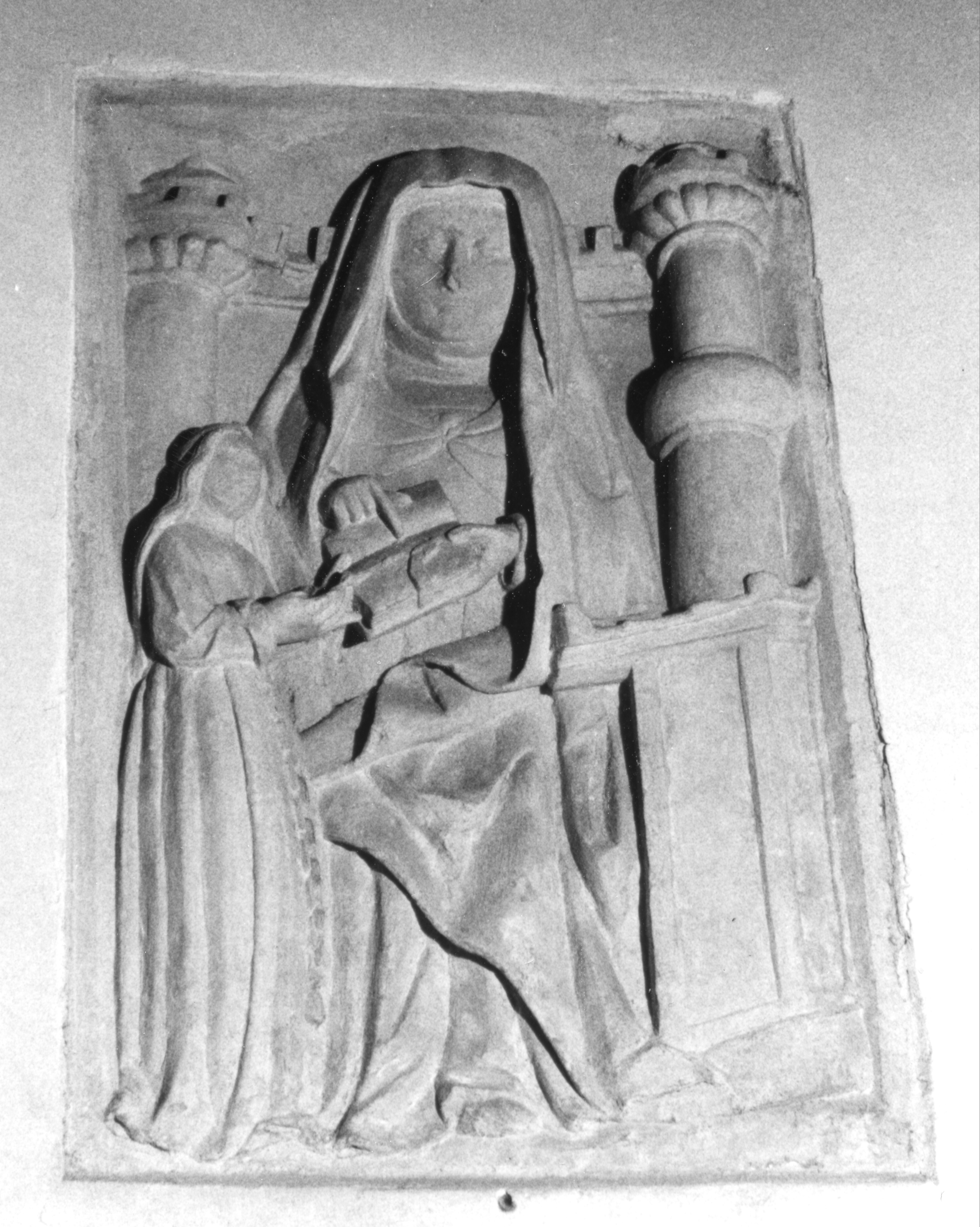
Sainte Anne et sainte Marie lisant la bible.
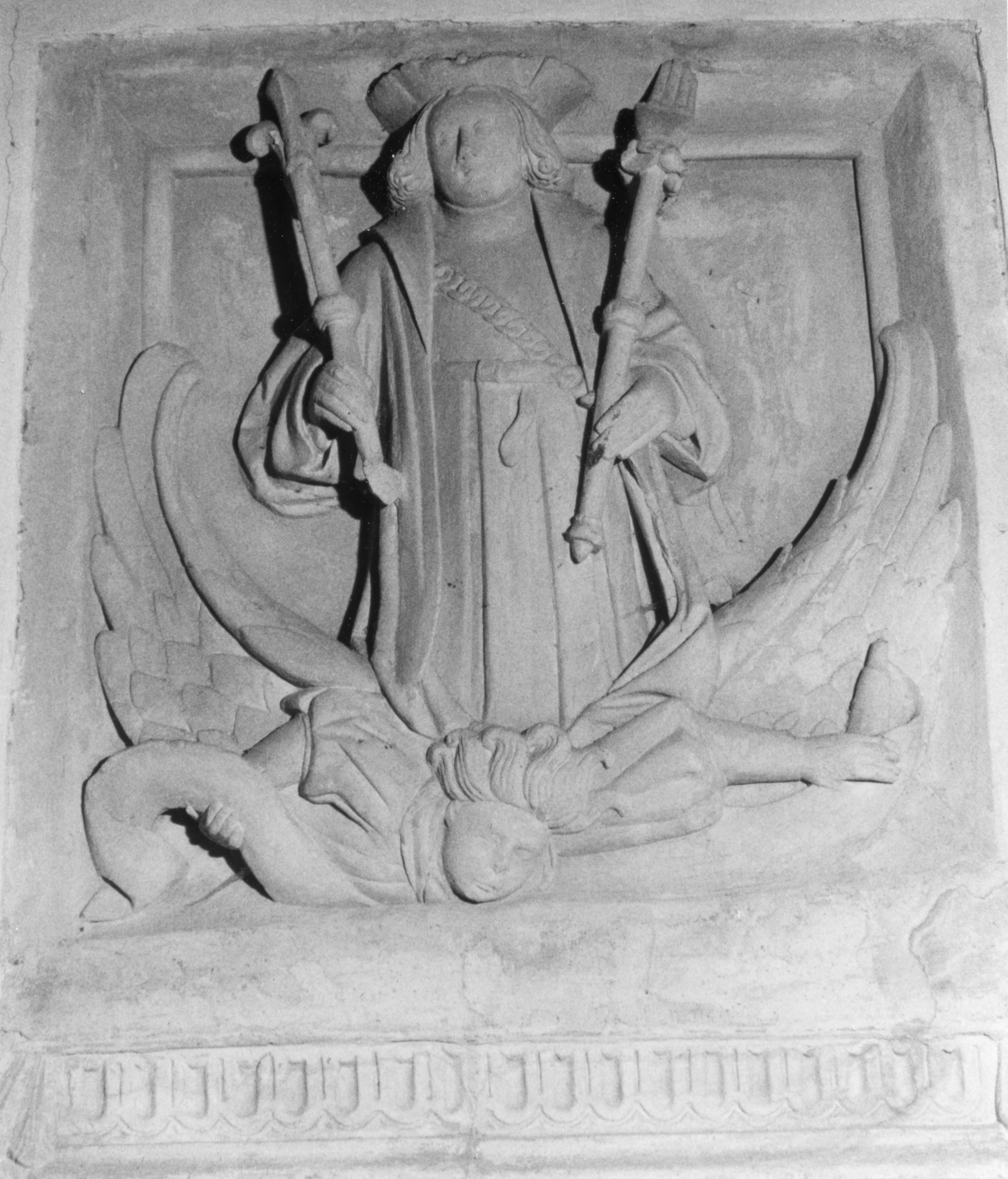
Bas-relief de Saint Louis.
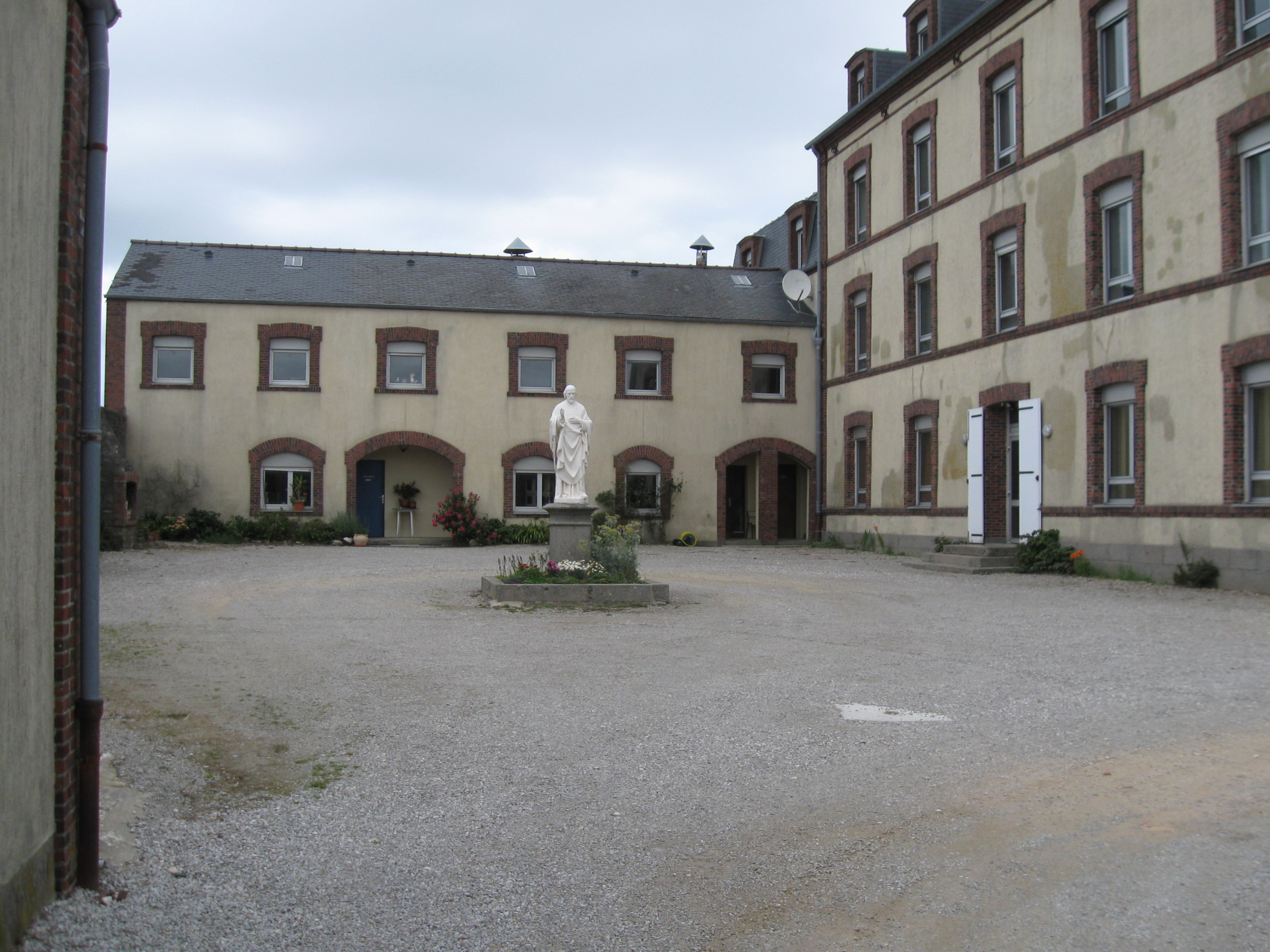
Presbytère, centre d'accueil Thomas Hélye.
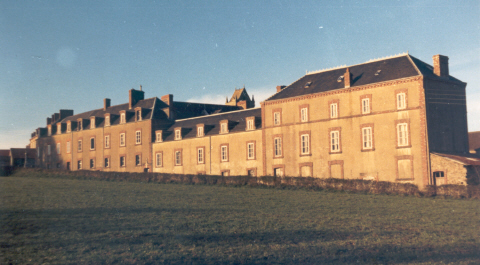
L'ancien orphelinat en 1975, côté sud.
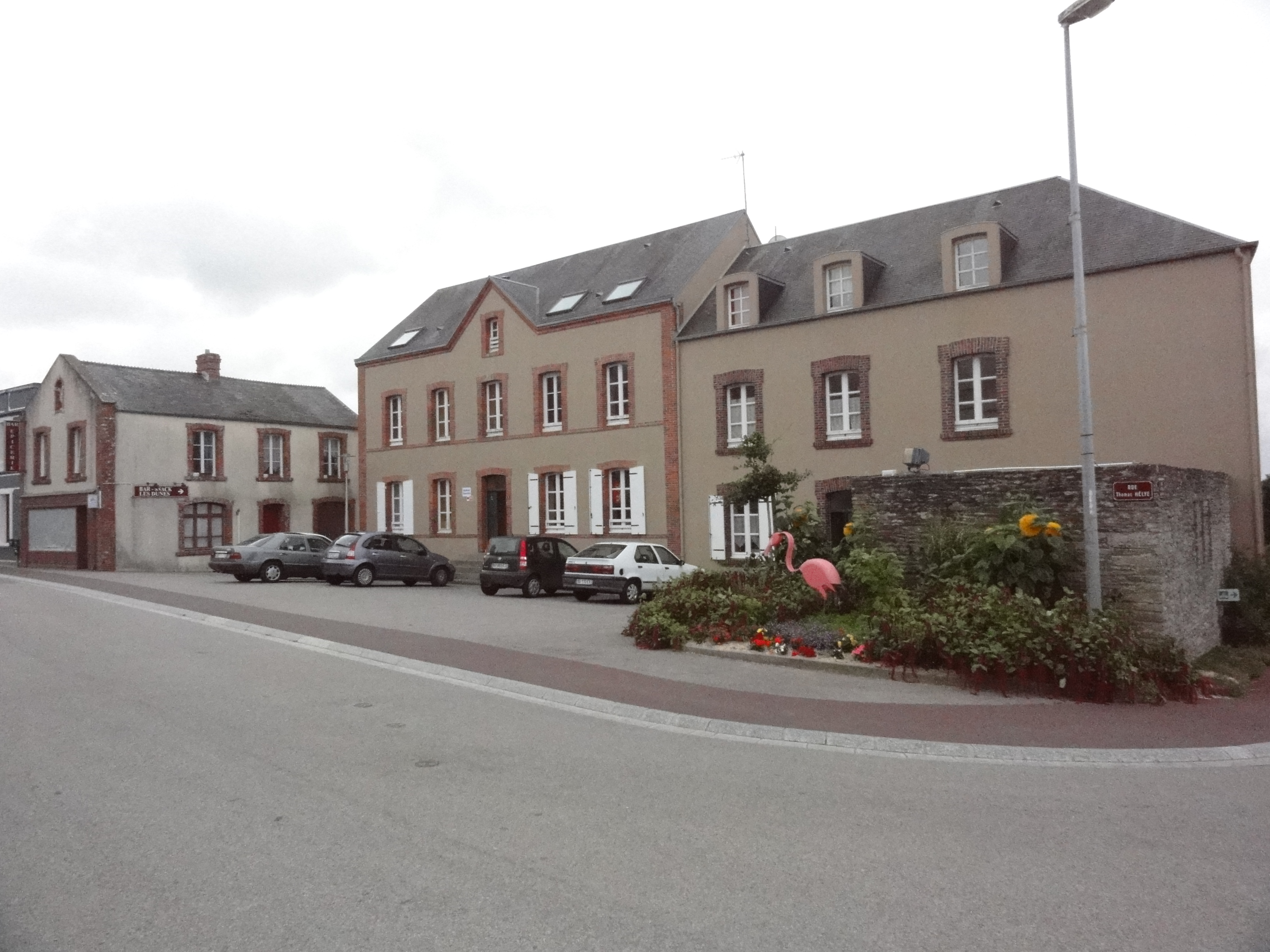
L'ancien orphelinat en 2018, devenu bâtiment d'appartements, côté ouest.
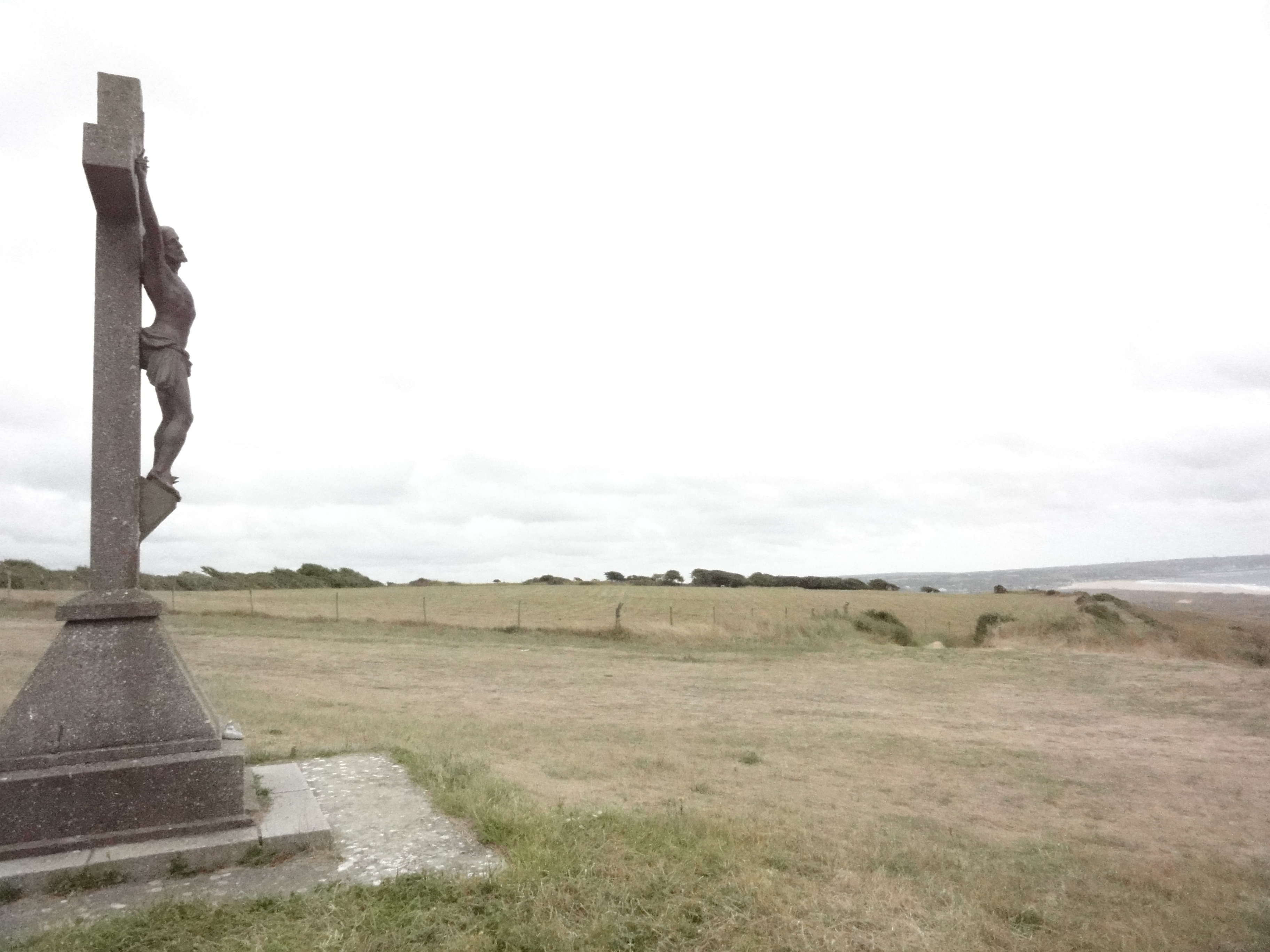
Calvaire des dunes.
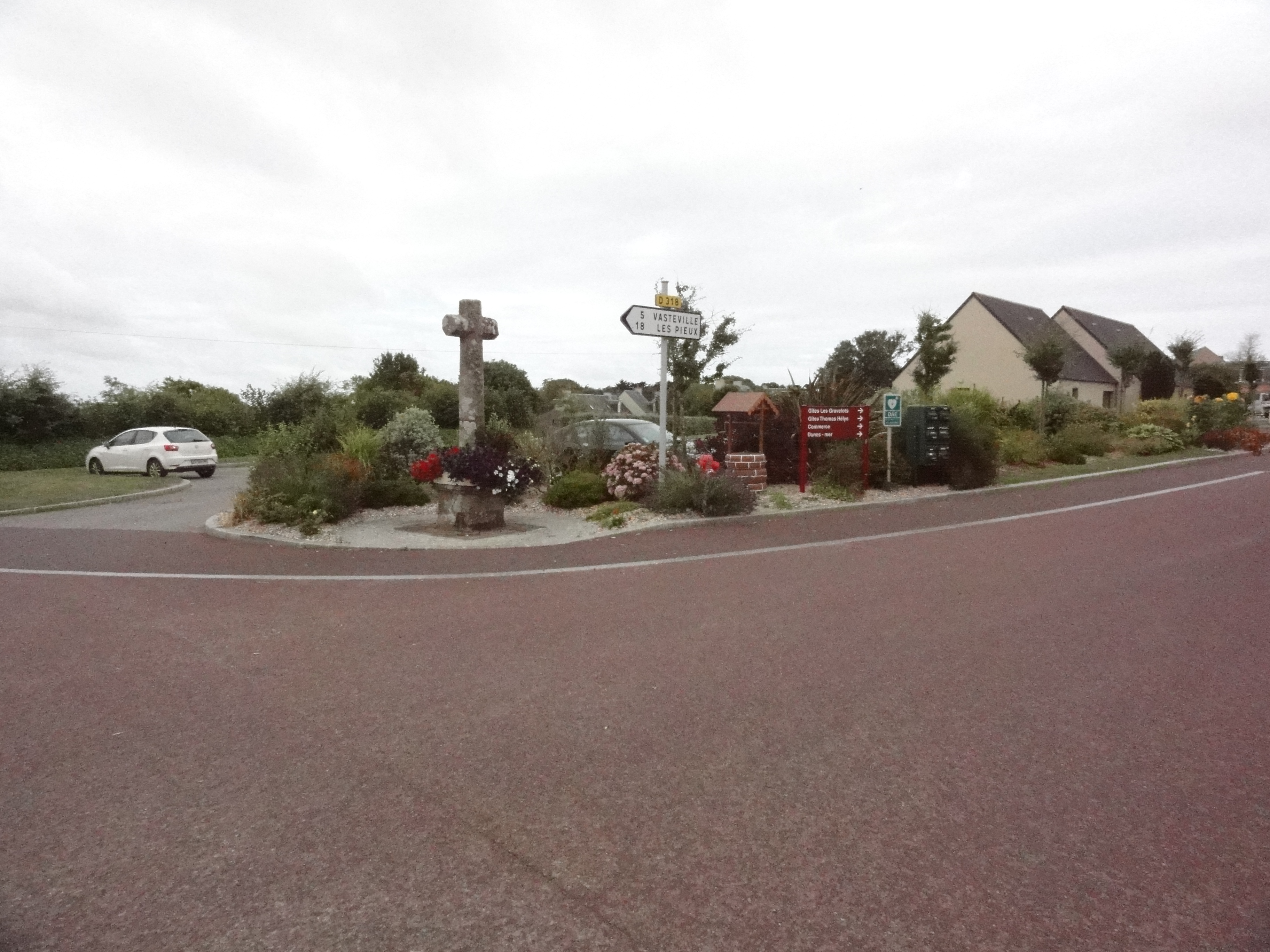
Croix de chemin au bourg.
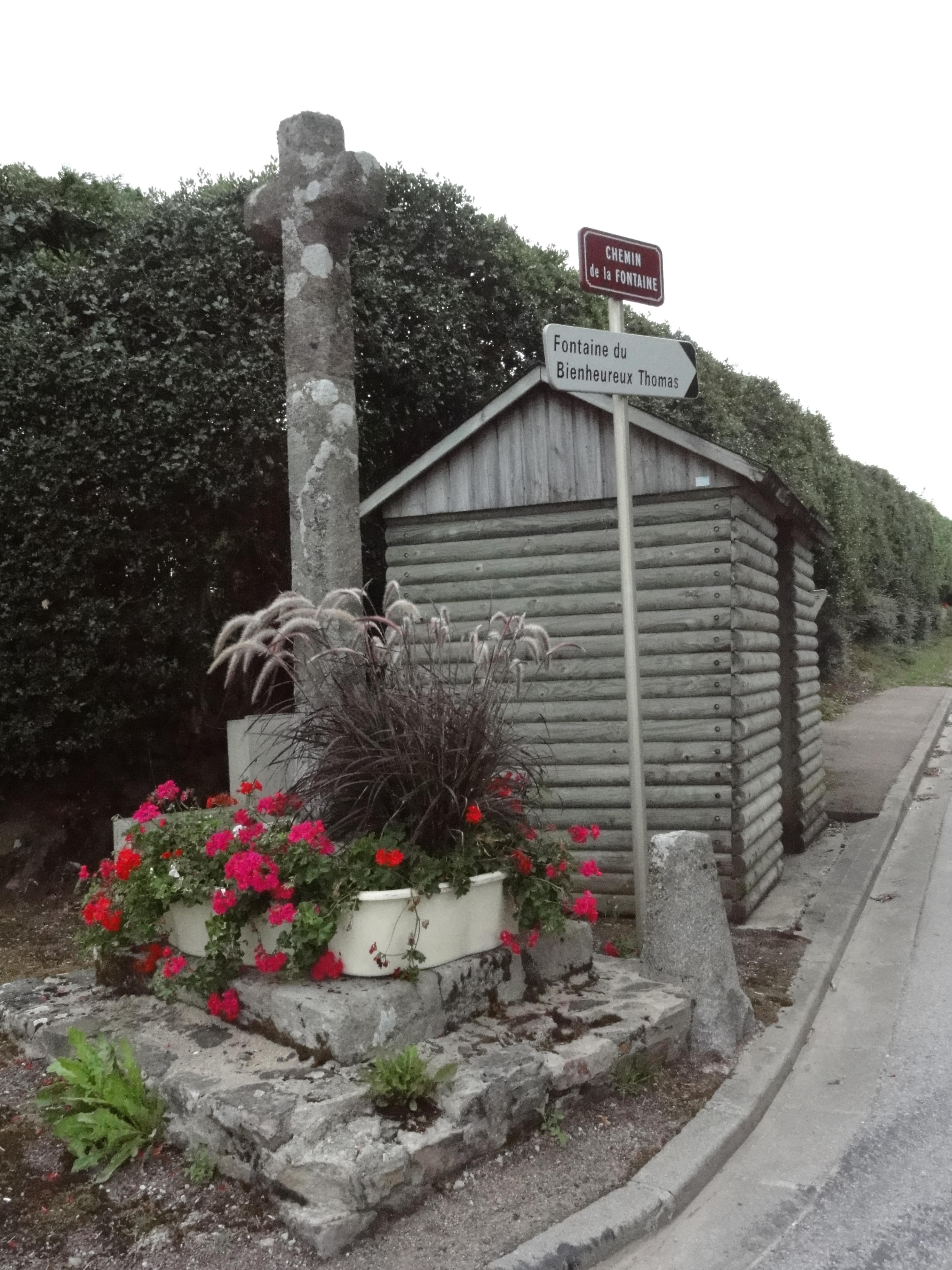
Croix de chemin à La Croix Frimot.

#### Patrimoine civil
- Monument aux morts.
- Architecture civile ancienne.
- Manoir de la Grand'Cour au hameau Gardin avec un escalier intérieur style Louis XIII.
- Ferme du Croisé près du bourg du XIIe siècle.
- Maisons trapues en granit gris.

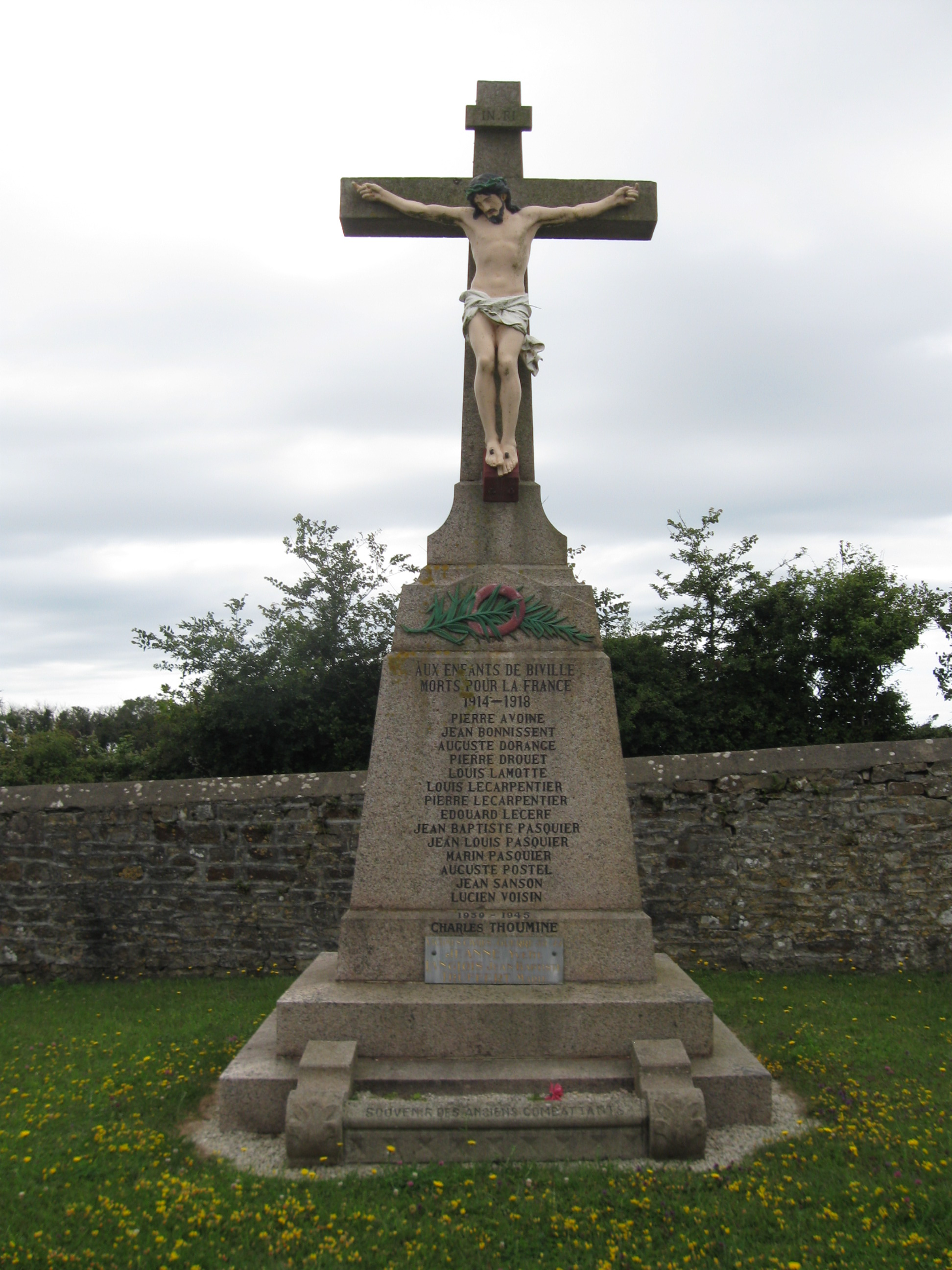
Le monument aux morts.

### Personnalités liées à la commune
Thomas Hélye (Biville, v. 1180 – Vauville, 19 octobre 1257), né, selon la tradition, au hameau Gardin, maître des écoles de Cherbourg puis prêtre et missionnaire, déclaré « bienheureux » par le pape Pie IX le 14 juillet 1859 (Il s'agit d'une béatification « équipollente », le pape reconnaissant que, depuis le XIIIe siècle, la vox populi l'a toujours considéré comme un saint).